# REVAi
REVAi, (G-Wiz у Великій Британії) — мікроелектромобіль, який вироблявся індійським виробником автомобілів, компанією REVA Electric Car Company, з 2001 року. REVA (літера «i» означає англ. improved) продано понад 4000 автомобілів по всьому світу на березень 2011 року, у 26 країнах. Виробництво припинилось в 2012 році. Був замінений на Mahindra E2o.
REVA — міський 3-х дверний мікроавтомобіль. Габарити: довжина — 2,6 м, ширина — 1,3 м, висота — 1,5 м. Вага 745 кг. Вантажність 270 кг. У електромобілі передбачені два місця для дорослих і два задніх місця для дітей.

## Продажі
Автомобіль був доступний у таких країнах: Австрія, Бельгія, Бутан, Бразилія, Канада, Чилі, Китай, Колумбія, Коста-Рика, Хорватія, Кіпр, Чехія, Данія, Єгипет, Франція, Німеччина, Греція, Угорщина, Ісландія, Індія, Індонезія, Ірландія, Італія, Японія, Ямайка, Мальта, Монако, Нігерія, Непал, Нідерланди, Норфолкські острови, Норвегія, Перу, Філіппіни, Польща, Португалія, Росія, Словенія, Іспанія, Шрі-Ланка, Тайвань, Таїланд, Швеція, Україна, Об’єднані Арабські Емірати, США та Велика Британія.
Різні версії REVA були продані близько 4600 разів по всьому світу до кінця 2013 року, і Індія була основним ринком, на який припадало 55% світових продажів, з яких 40% припадало на місто Бенгалуру, де базується Mahindra Reva. Велика Британія була одним із провідних ринків, а REVA G-Wiz (у тому вигляді, в якому він продавався в країні) був найбільш продаваним електромобілем у Британії протягом кількох років, особливо в Лондоні.

## Критика
- Ведучі автомобільного телевізійного шоу Top Gear назвали G-Wiz найгіршим автомобілем 2007 року.
- Офіційно G-Wiz не машина, а квадроцикл. Компанії виробникові довелося піти на таку хитрість через надзвичайно низьку безпеку електромобіля, інакше його заборонили б до продажу та експлуатації.

## Нагороди
- У 2005 році REVA зайняв перше місце в списку найбільш етичним[5] автомобілем Великої Британії журналу «Ethical Consumer».
- У 2008 році Frost & Sullivan назвала компанію Reva Electric Car Company найкращою автомобілебудівною компанією 2008.